# Whitmire
Whitmire – miasto w Stanach Zjednoczonych, w stanie Karolina Południowa, w hrabstwie Newberry.